# 森山孝盛
森山 孝盛（もりやま たかもり）は、江戸時代中期から後期にかけての旗本。通称は熊五郎、源五郎。号は闇窓。

## 略歴
森山盛芳の次男として誕生。母は諏訪頼安の娘。
兄・盛明の養子となって家督を継ぎ、四百石を食む。大番、小普請支配組頭、徒頭、目付と歴任し、寛政6年（1794年）先手鉄砲頭、翌年には長谷川宣以の後任として火付盗賊改方を兼帯した。その後、西丸持弓頭、槍奉行を歴任し、文化9年（1812年）に致仕した。

## 人物
母親が教育熱心な人物であり、孝盛が6歳の頃から書物を精読することを奨励し、勉学に打ち込ませて、四書、五経、三体詩などを習熟させた。その薫陶もあって、孝盛は学識の高い人物となった。孝盛自身、後年息子・盛年に、勉学の重要性を説諭して素読の練習に励ませている。当時、旗本の多くは字が書けなかった為、同僚達から読み書きの手解きを請われ、孝盛は素読や文章を教えた他、書類の代筆を委託されることもあった。
特に小普請組頭を務めていた折には、自ら組付きの小普請たちの屋敷まで出向いて書類の指導・代筆・受取りを行った。この行為は、書類を提出しようにも家計難で供揃いを雇うこともままならず外出が困難な小普請旗本たちを想いやってのことだった。そのため、小普請組頭を退いた後にも孝盛に感謝し彼の元を訪れる者が後を絶たなかったという。
和歌を冷泉為村に学び、松平定信からも高く評価されて寵愛を受けた。文筆も嗜み、「賤のをだ巻」「自家年譜」「蜑の焼藻」「闇窓随筆」などの日記、随筆を著した。「賤のをだ巻」は、当時の流行の変遷が広範に渡ってつぶさに詳述されており、史料として貴重である。また火付盗賊改の記録を集積した「御加役代々記」「公務愚案」を作成した。
孝盛は随筆の中で、前任の火付盗賊改長谷川宣以の仕事に不備があると指摘し、平蔵を批判した。
一族は長野県小諸市森山の出身と言われ、そのことを記した石碑が森山に残っている。